# Ryanair
Ryanair är ett irländskt flygbolag med huvudkontor i Dublin. Bolagets viktigaste flygnav är London Stansted i England. Ryanair är Europas största lågprisflygbolag och det är ett av världens mest framgångsrika flygbolag. Ryanair har över 1 600 flyglinjer till 31 länder runt om i Europa och Nordafrika. Ryanair har blivit känt tack vare sin kraftiga expansion, som resultat av att flygtrafiken i Europa avreglerades år 1997. Genom åren har Ryanair blivit ett av världens mest vinstgivande flygbolag. Ryanair är det största flygbolaget i Europa med över 81 miljoner passagerare år 2014. 
Ryanair är också ett av Europas mest omdebatterade flygbolag, både berömt och kritiserat. Affärsidén, som är lånad från amerikanska lågprisbolaget Southwest Airlines, går ut på att undvika de stora flygplatserna och på så sätt tjäna tid och pengar.

## Historia

### Ekonomisk översikt

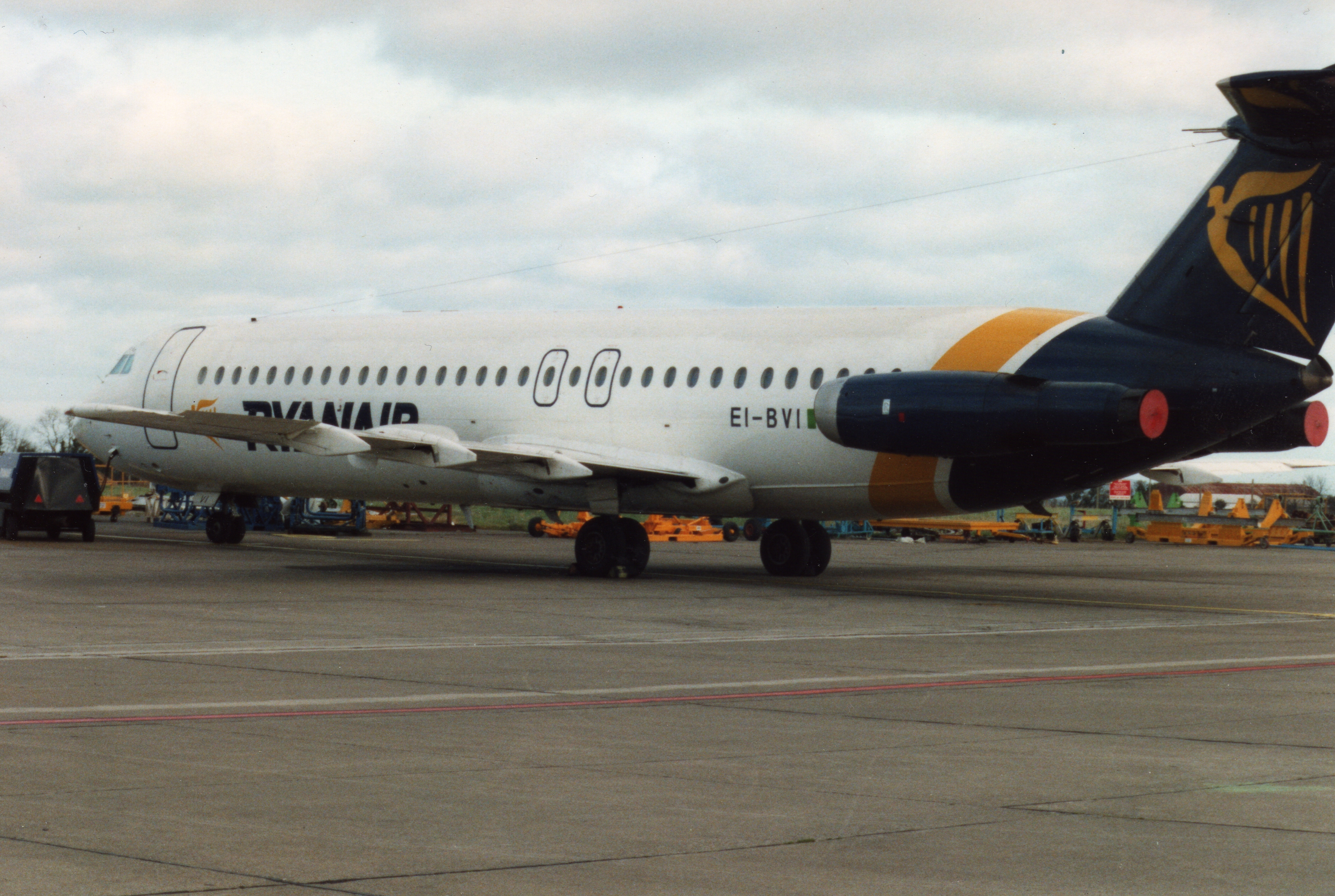
Ryanair BAC 1-11

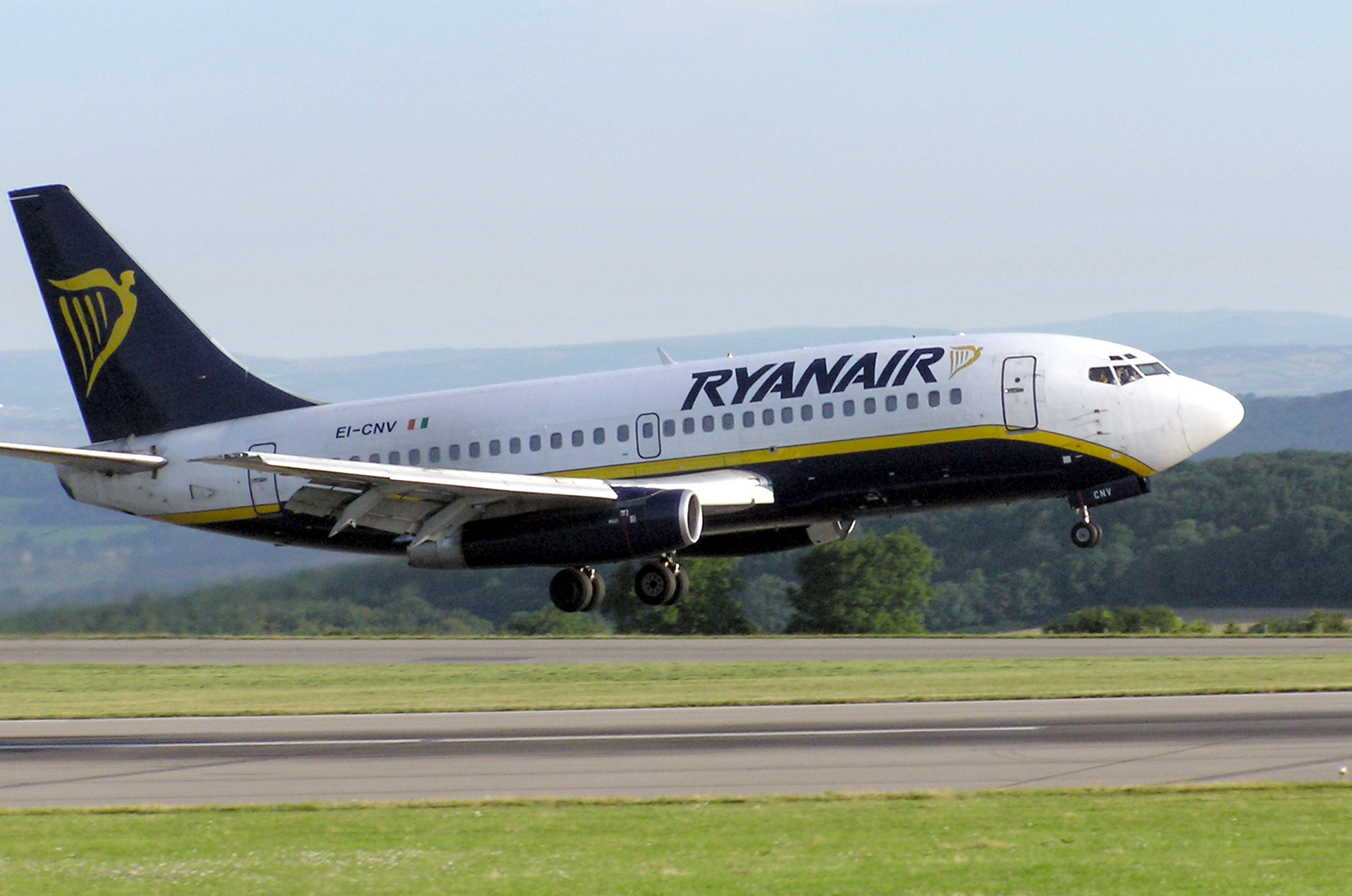
En Boeing 737-200 i Bristol, Ryanair använde flygplanstypen under åren 1990-2005

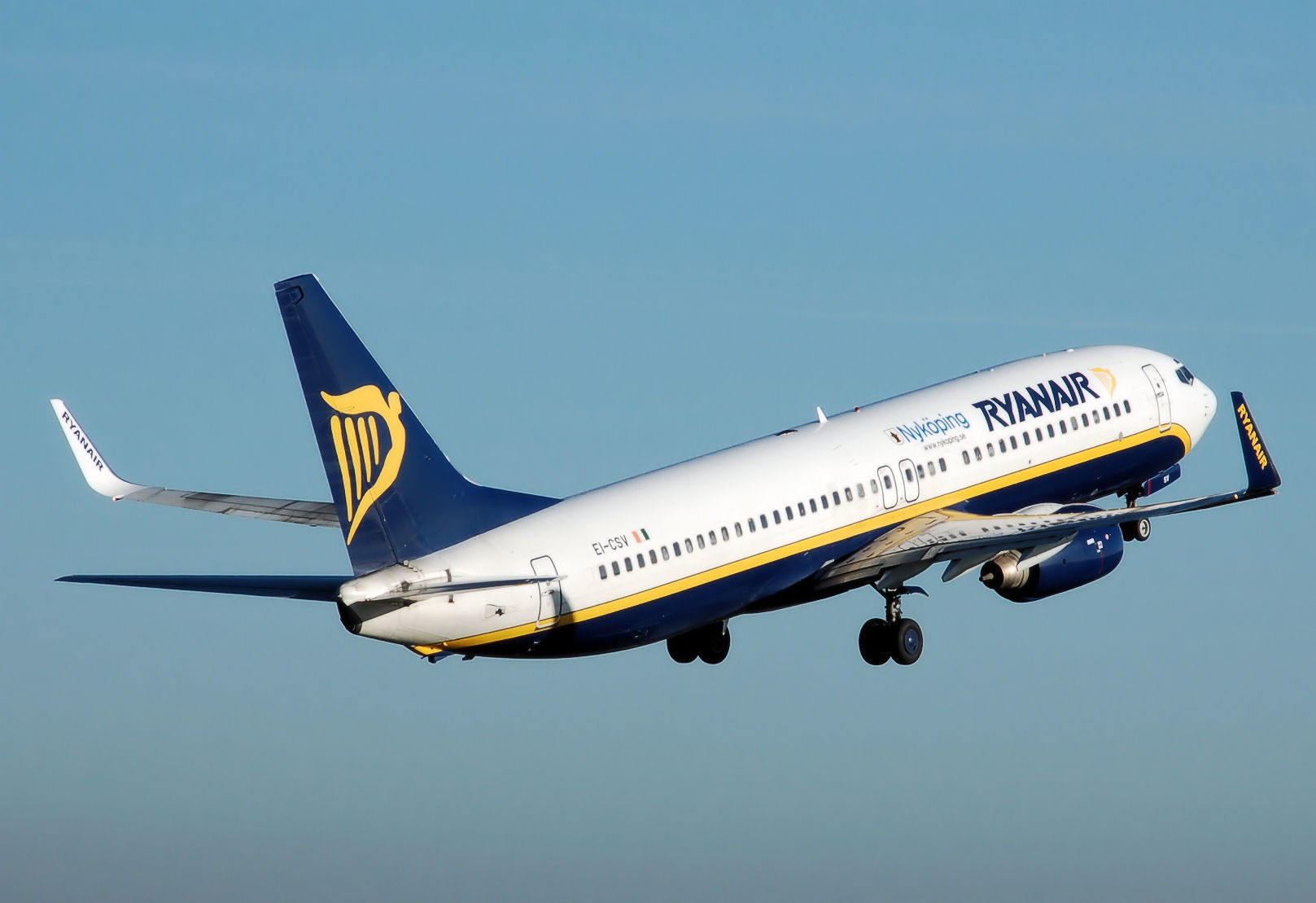
Boeing 737-800, den enda flygplanstypen Ryanair använder idag

Ryanair har vuxit kraftigt sedan starten 1985, från att vara ett litet flygbolag som flög en kort linje mellan Waterford och London, till att vara ett av Europas största flygbolag. Efter flygmarknadens snabba expansion under 1997, användes pengarna till att expandera till ett alleuropeiskt flygbolag. Omsättningen har ökat från € 231 miljoner 1998 till € 843 miljoner 2003, och nettovinsten har ökat från € 48 miljoner till € 239 miljoner under samma period. 

### Grundande
Ryanair grundades år 1985 av Cathal och Declan Ryan, Liam Lonergan och Tony Ryan. Flygbolaget hade ett turboprop-flygplan med 15 säten som man flög med mellan Waterford och London Gatwick. 
År 1986 startade flygbolaget en linje mellan Dublin och London. Man var då det första flygbolaget som började konkurrera med de dominerande flygbolagen Aer Lingus och British Airways på sträckan. Med två linjer och två flygplan transporterade flygbolaget 82 000 passagerare per år. 
Antalet passagerare fortsatte att öka, men flygbolaget lyckades inte få någon uthållig lönsamhet, och år 1991 behövde bolaget omstruktureras. Ryanairs VD, Michael O'Leary reste då till USA för att undersöka Southwest Airlines, vilket kan kallas för världens första lågprisbolag. Tanken var enkel: flyg till mer avlägsna och mindre flygplatser, ha en enhetlig flygplansflotta, håll flygplanen i luften så länge som möjligt och låt passagerarna betala för matservice osv.

### 1992-1999
År 1992 beslutade EU att flygbolag från ett EU-land fick flyga reguljärt mellan andra EU-länder; det utgjorde en stor möjlighet för Ryanair. 
År 1995 passerade Ryanair British Airways och Aer Lingus på linjen Dublin–London.

### 2000-2006

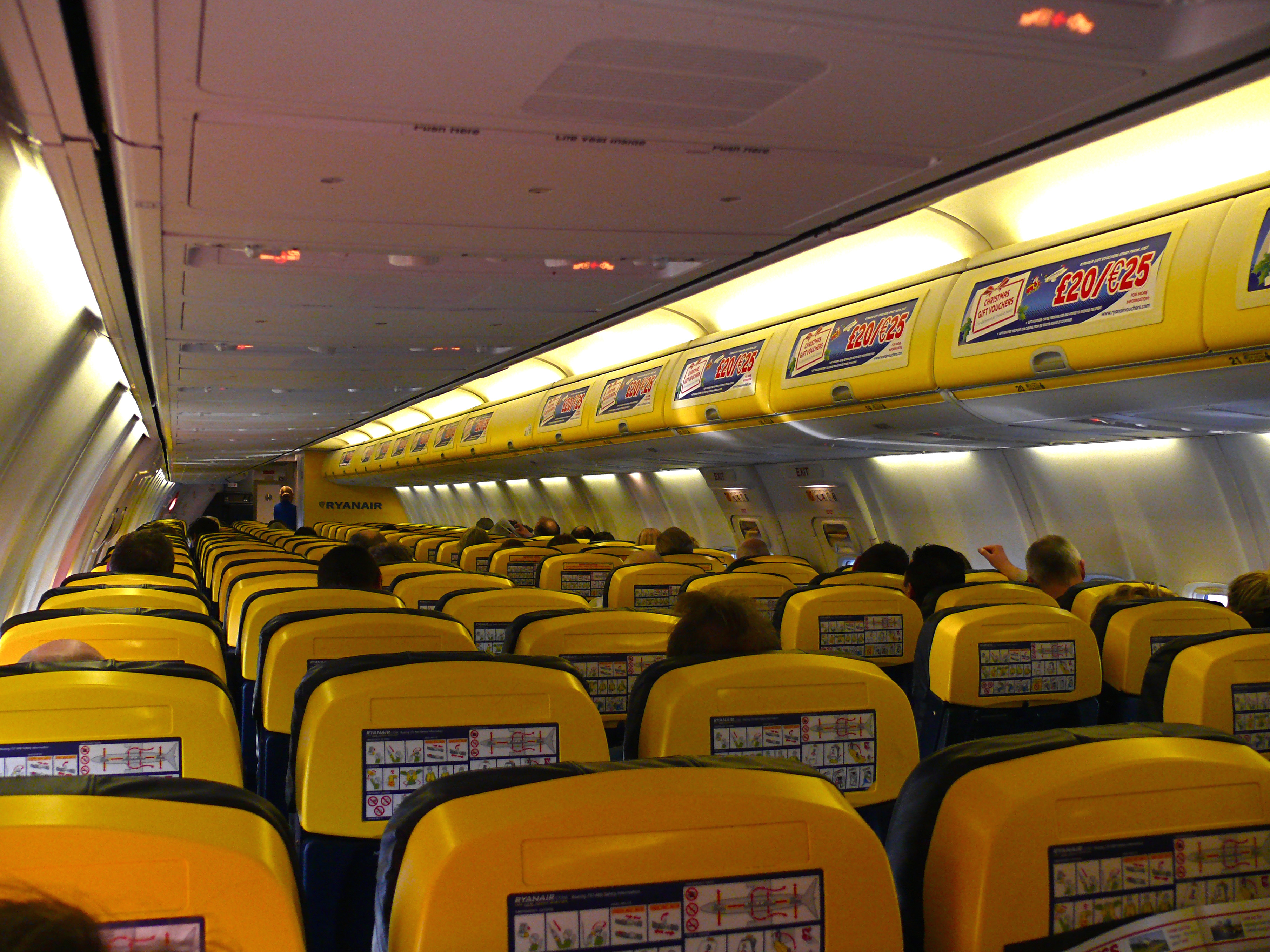
Kabinen på en av Ryanairs Boeing 737-800

Flygbolaget lanserade sin webbplats år 2000, med online-bokning. Andelen resenärer som bokade online ökade kraftigt. Det bidrog till att minska kostnaderna per passagerare eftersom man kunde sälja resor direkt till passagerare. Man behövde då inte betala avgifter till resebyråer. Idag säljs nästan alla resorna via bolagets webbplats. 
År 2001 öppnade man en ny bas på flygplatsen Bryssel-Charleroi. Samma år beställde flygbolaget 155 nya Boeing 737-800 som skulle levereras under perioden 2002–2010. 
År 2002 lanserade Ryanair 26 nya linjer och etablerade en bas på Frankfurt-Hahns flygplats. 
År 2003 meddelade Ryanair att man beställt ytterligare 100 nya Boeing 737-800, och i februari öppnade man sin tredje bas, Milano-Bergamo i Italien. 
I april 2003 förvärvade Ryanair konkurrenten Buzz från KLM till ett lågt pris. Expansionen fortsatte med lanseringen av en bas i Stockholm-Skavsta. I slutet av 2003 hade flygbolaget 127 linjer, varav 60 hade öppnats de föregående 12 månaderna. 
Flygbolaget startade ytterligare två baser under första halvåret 2004, i Rom (Ciampino) och Barcelona (Girona). Totalt hade man nu 11 baser. 
I februari 2004 meddelade flygbolaget att man beställt 70 nya Boeing 737-800 samt 70 på option. Detta förväntades möjliggöra för flygbolaget att öka antalet passagerare från 34 miljoner år 2005, till 70 miljoner under 2011. 
I juni 2006 tillkännagav flygbolaget att under kvartalet som avslutades den 30 juni 2006, var den genomsnittliga avkastningen 13 % högre än samma kvartal föregående år och antalet passagerare ökade med 25 % till 10,7 miljoner. Periodens vinst (€ 115,7 miljoner) ökade med 80 % jämfört med samma kvartal 2005. 
Ryanairs passagerarantal har ökat med upp till 25 % per år för de flesta år det senaste årtiondet. Från 0,7 miljoner passagerare årligen under de första åren, till 21,4 miljoner år 2003. Den kraftiga expansionen med nya linjer och hubbar har möjliggjort denna ökning i antalet passagerare, och Ryanair är nu bland de största flygbolagen på europeiska rutter. I augusti 2004 transporterade Ryanair 20 % fler passagerare inom Europa än British Airways.

### 2007

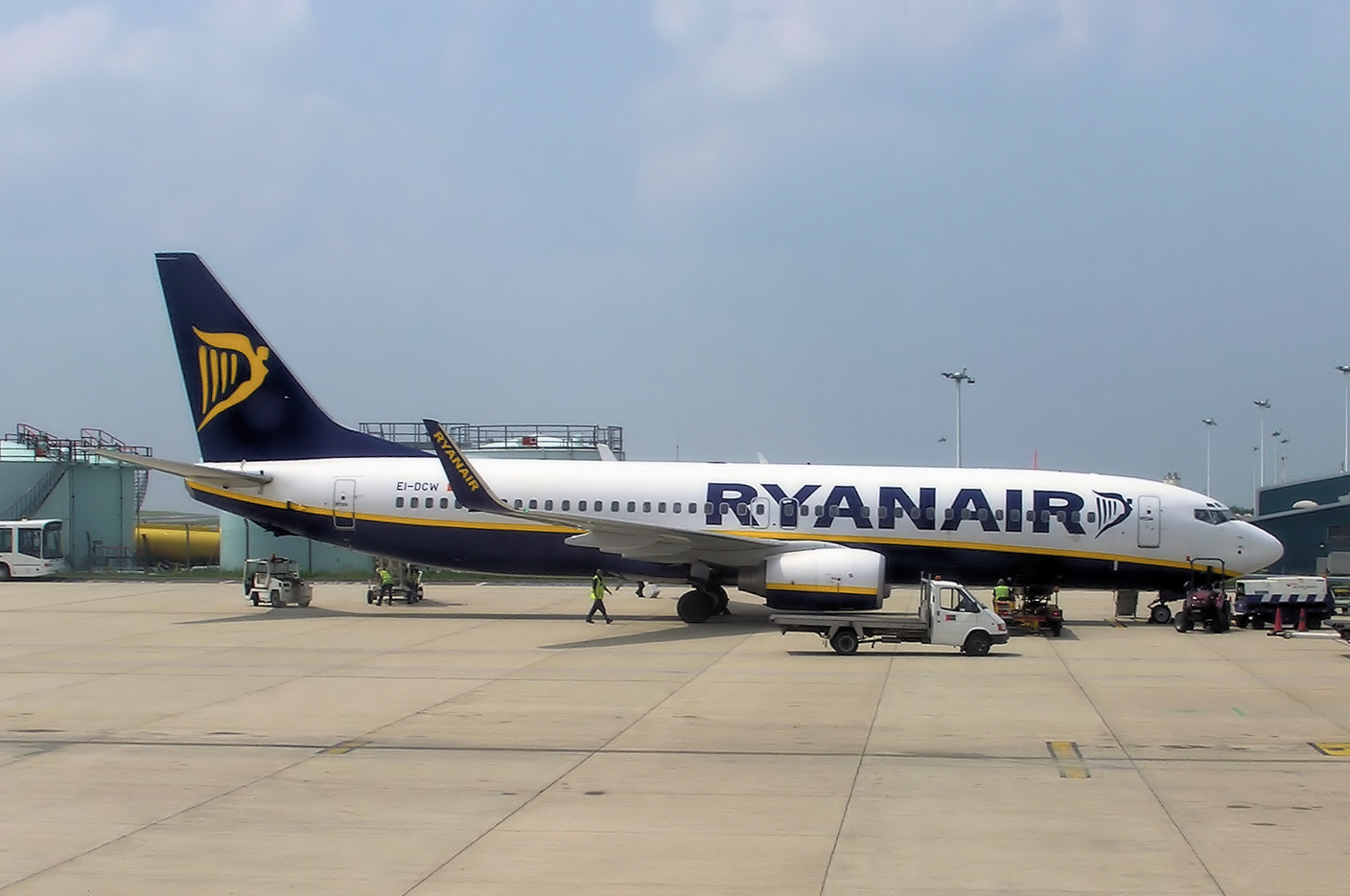
En Boeing 737-800 på Bristol International Airport

Vinsten under det fjärde kvartalet 2006 överskred analytikernas förväntningar kraftigt och under perioden oktober 2006 till februari 2007, steg Ryanair-aktien med cirka 50 %. Ryanair började att sälja några av sina nya 737-800 till högre priser än vad de vid tillfället kostde att beställa från Boeing. Pressen noterade att de genomsnittliga biljettpriserna hade ökat.
I januari, efter en BBC-undersökning medgav Ryanair att deras information om att flygbolaget hade halverat sina koldioxidutsläpp under de senaste åren var "ett misstag".
Under perioden startade Ryanair upp flyglinjer till ön Malta, från Dublin, London-Luton och Pisa. Nya baser (där flygplanen övernattar) öppnades på Bremens flygplats, Weezes flygplats, Bristol Airport, Alicante-Elches flygplats, Valencias flygplats och George Best Belfast City Airport.
I maj lanserade Ryanair tjänsten Bing. Det är ett program som visar flygbolagets specialerbjudanden till prenumeranternas datorer.
Den 16 maj började Ryanair sälja platser på sina flyg som endast kostade 1 krona. Alla skatter och avgifter slopades i detta erbjudande. Ett antal destinationer erbjöds, bland annat från Stockholm Skavsta. Ryanairs webbplats brakade ihop, när totalt fyra miljoner personer samtidigt var inne och sökte efter biljetter. Totalt såldes en halv miljon biljetter för 1 krona.
Den 18 juli sa den brittiska Advertising Standards Authority (ASA) till Ryanair att inte upprepa sitt påstående om att flygbranschen "bara står för 2 % av koldioxidutsläppen." ASA tyckte att det brutit mot regler om ärlighet genom att flygbolaget inte förklarade att siffran baserades på de globala utsläppen, snarare än Storbritanniens utsläpp (där flyget släpper ut 5,5 % av de totala utsläppen).
I augusti tillkännagav Ryanair att de skulle börja ta betalt av passagerare som väljer att checka in på flygplatsen, och därmed ändrade man reglerna för online check-in, vilket innebar att det blev gratis. 

### Nytt långdistansflygbolag
Ryanairs VD, Michael O'Leary, uttalade sig i april 2007 om att Ryanair planerar att lansera ett nytt långdistansflygbolag runt år 2009. Det nya flygbolaget skulle vara fristående från Ryanair och operera under ett annat varumärke. Det skulle erbjuda både platser med mycket låga priser och dyra platser med förstklassig service. Det nya flygbolaget skulle flyga från Ryanairs befintliga baser i Europa, till ungefär sex nya baser i USA. De nya amerikanska baserna kommer inte att vara huvudflygplatser såsom New York JFK, utan mindre flygplatser belägna utanför större städer. Det nya flygbolaget kommer troligen att så småningom ha en flygplansflotta på mellan 40 och 50 nya Airbus A350 eller Boeing 787 flygplan. Eftersom Boeing 787 är slutsåld för produktion, åtminstone fram till år 2012 och Airbus A350 kommer inte att börja flyga förrän 2013, så skulle detta kunna bidra till en fördröjning av flygbolagets startande. Det har inte angetts om man planerar att använda andra flygplanstyper under tiden. Michael O'Leary har uppgett att han avser att köpa flygplan, när marknadspriserna för nya flygplan sjunkit tillräckligt mycket. Det sägs att namnet på det nya flygbolaget kommer att vara RyanAtlantic och att de kommer att sälja biljetter via Ryanairs hemsida under ett alliansavtal.

### 2008

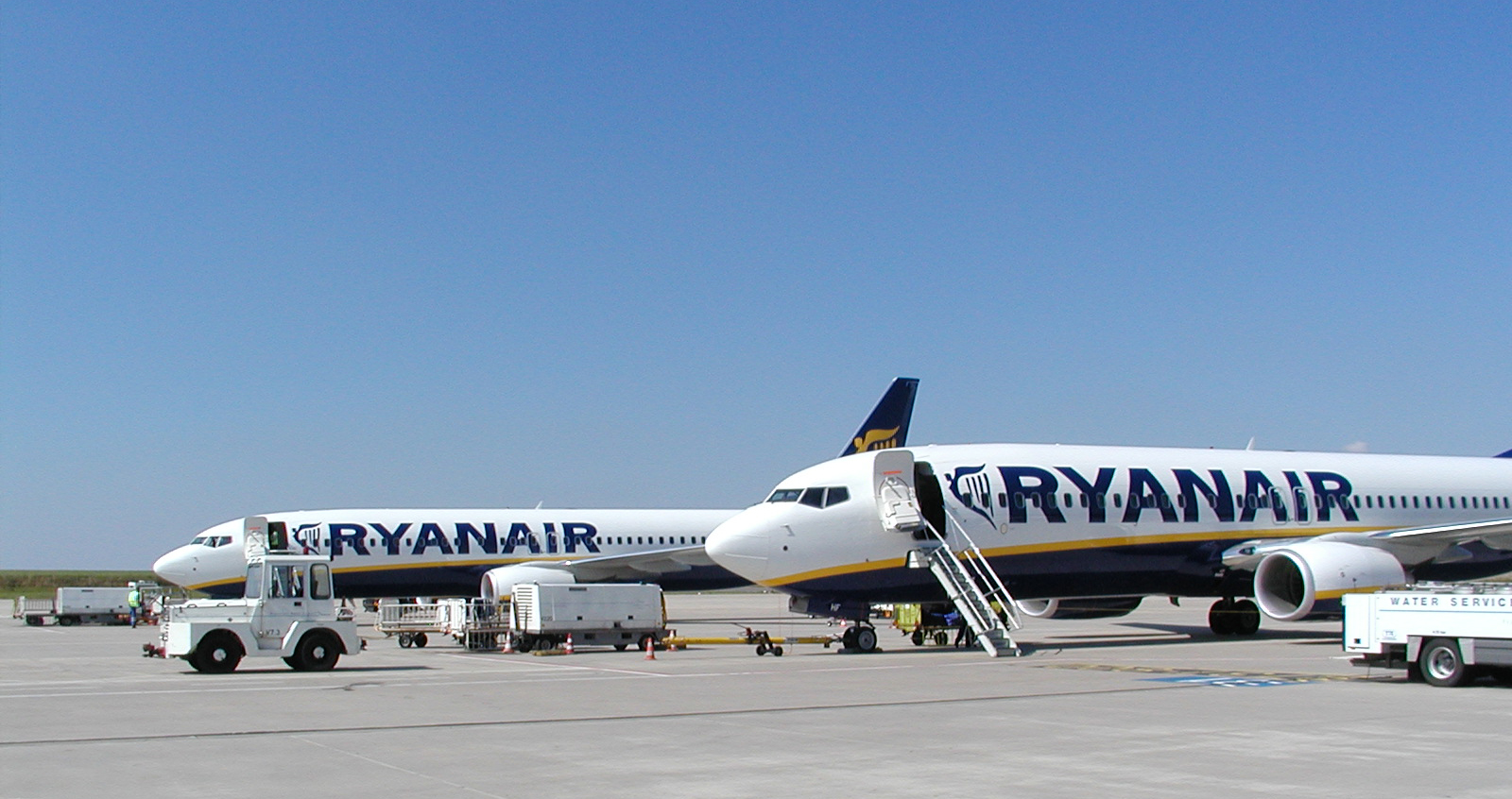
Ryanair Boeing 737-800 på Frankfurt-Hahns flygplats

Den 31 augusti rapporterade Sunday Times att Ryanair försökte spara pengar genom att pressa piloterna att begränsa de extra bränslereserverna i flygplanen. Enligt lagar och regler måste man ha 5 % extra bränsle i reserv, plus tillräckliga bränslereserver för att ta sig till en alternativ flygplats, plus tillräckligt med bränsle för att vänta i 30 minuter vid destinations-flygplatsen. Ryanair har drabbats av en incident under de senaste tre åren på grund av låg bränslenivå. Den här typen av åtgärd (där man minskar bränslereserverna) var något som genomfördes på de flesta flygbolagen på grund av de höga kostnaderna för bränsle under sommaren 2008. Att ta med mindre bränsle gör att planet väger mindre och därmed drar mindre bränsle.
I oktober stängde Ryanair ner en bas i Europa för första gången. Ryanair kunde inte nå en överenskommelse med de lokala myndigheterna i Valencia, Spanien, vilket medförde att många av Ryanairs linjer från Valencia upphörde, men vissa linjer fortsatte att trafikeras. Det har beräknats att nedläggningen kostade ca. 750 arbetstillfällen.
I november meddelade Ryanair att man planerade att erbjuda flygningar till USA för runt 10 euro, med start i slutet av 2009. För denna trafik krävs nya flygplan och nya tillstånd måste erhållas.
I december verkställde Ryanair hotet om att upphöra med alla sina rutter till och från Fuerteventura, Kanarieöarna.

### 2009
Den 21 februari bekräftade Ryanair att de planerade att stänga alla incheckningsdiskar på flygplatserna i början av 2010. Michael O'Leary, Ryanairs vd, har sagt att passagerare som har bagage kommer att kunna lämna detta vid "bag drop", men allt annat, som att skriva ut boardingkort, måste göras på flygbolagets webbplats. Den 24 november tillkännagav Ryanair att man skulle öppna sin 37:e bas på Moss flygplats, Rygge.

### 2013
I oktober 2013 ålades Ryanair 200 000 euro i böter och 10 miljoner euro i skadestånd av Aix-en-Provences brottmålsdomstol (tribunal correctionnel) för att inte ha uppfyllt fransk arbetsmarknadslagstiftning för de anställda som i praktiken arbetade i Marseille. Bolaget meddelade att man avsåg överklaga domen och att personer som juridiskt sett är anställda i Irland och arbetar på irländskregistrerade flygplan borde lyda under irländsk lagstiftning.

## Trafik

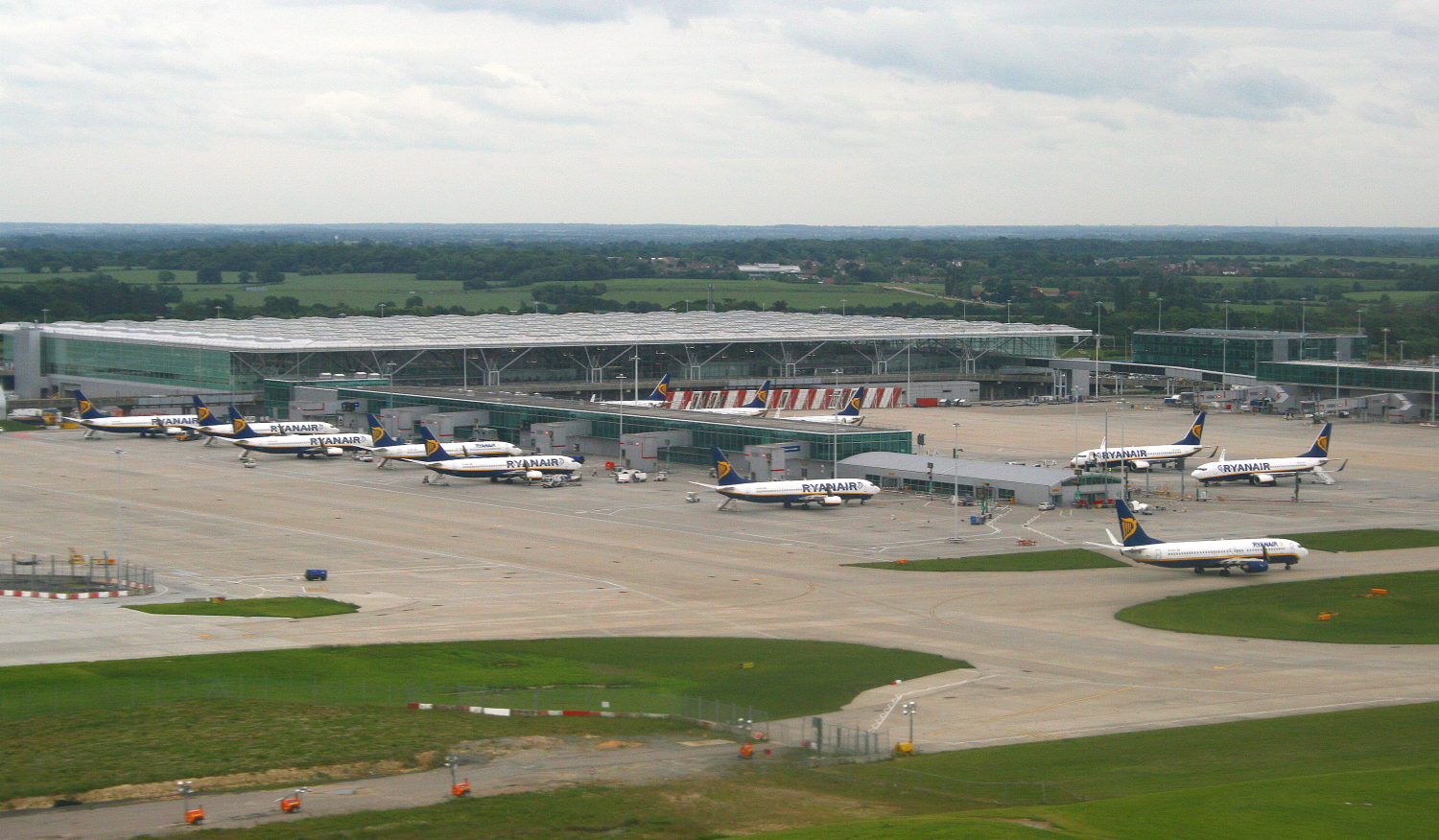
Ryanairs största bas, London-Stansteds flygplats

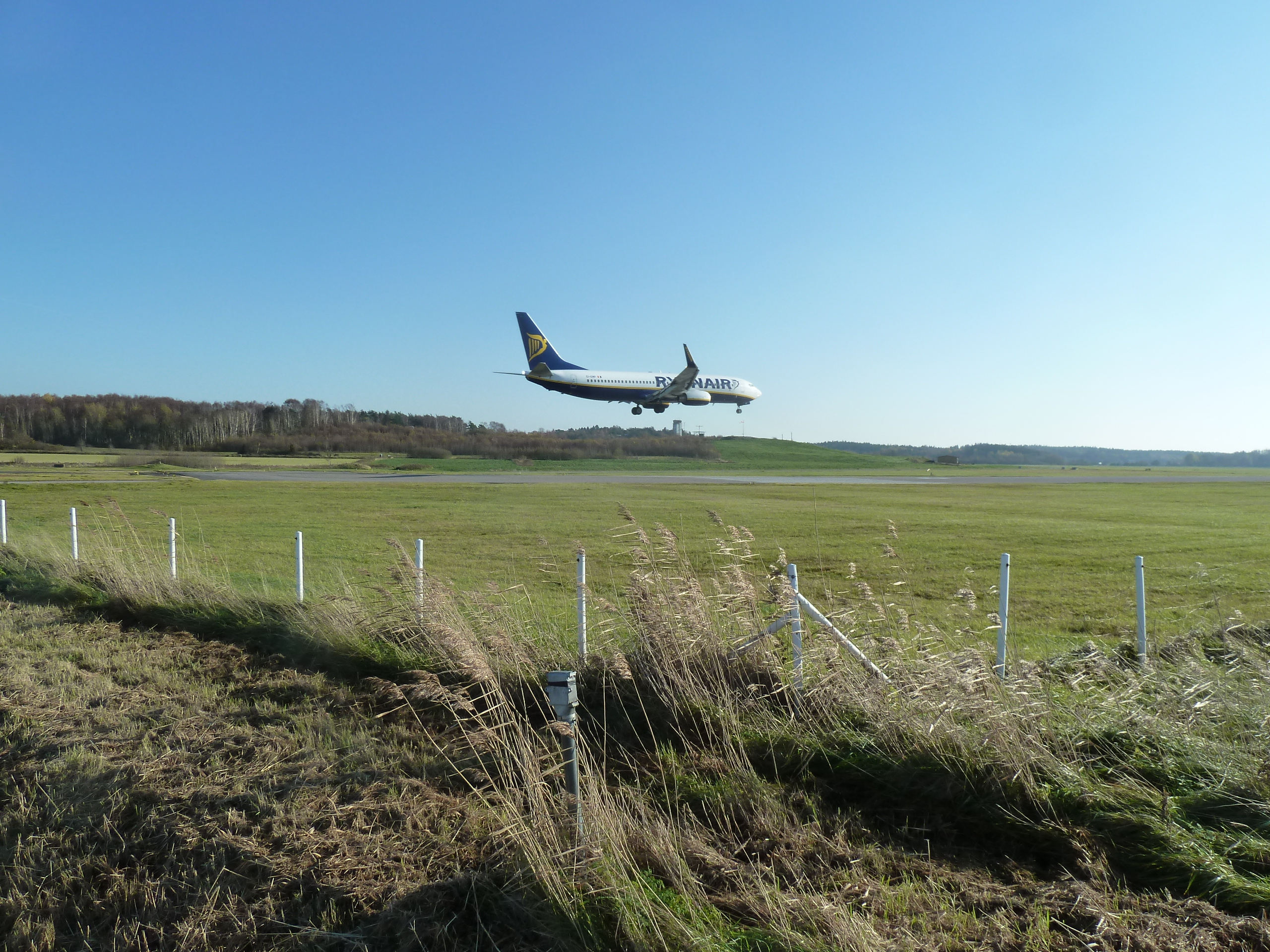
Landande plan i Göteborg

Ryanair har totalt över 1000 flyglinjer från bolagets 74 baser, och varje dag genomförs totalt över 1300 flygningar.
Ryanairs fem största baser är London-Stansted (106 linjer), Dublin (79 linjer), Girona (64 linjer), Alicante (57 linjer) och Bryssel-Charleroi (57 linjer).
Till skillnad från de traditionella flygbolagen, som ofta har ett eller ett par stora nav dit i stort sett alla linjer går, och där passagerarna byter plan för att ta sig till sin slutdestination, trafikerar Ryanair enbart direktlinjer utan flygplansbyten. Många av bolagets linjer går till regionala eller sekundära flygplatser, som ofta erbjuder lägre avgifter, och framförallt snabbare och smidigare hantering av flygplanen så att dessa kan utnyttjas maximalt. Detta gör det möjligt för flygbolaget att erbjuda lägre biljettpriser till passagerarna. Till exempel flyger inte Ryanair till den största flygplatsen i Paris, Paris-Charles de Gaulle flygplats, utan i stället flyger man till Beauvais-Tillé, 75 kilometer norr om Paris. Sekundära flygplatser ligger inte alltid långt ifrån staden som den betjänar, och i en del fall ligger den till och med närmare staden än huvudflygplatsen, till exempel i Belfast och Rom.
Trots att bolaget ofta är känt för att använda sekundära flygplatser, så har man alltid använt sig av ett antal huvudflygplatser såsom i Berlin, Dublin, London-Gatwick, Madrid, Köpenhamn med flera.
Ryanair har 74 baser runt om i Europa där flygplanen är baserade ("övernattar") och personal bor i regionen: 
| Ryanairs baser                                                  | Ryanairs baser               | Ryanairs baser | Ryanairs baser       | Ryanairs baser |
| Land                                                            | Flygplats                    | Antal linjer   | Kommentar            |                |
| --------------------------------------------------------------- | ---------------------------- | -------------- | -------------------- | -------------- |
| Belgien - 1 Bas                                                 | Bryssel-Charleroi            | 57             |                      |                |
| Danmark - 2 baser                                               | Köpenhamn                    | 7+6            |                      |                |
| Danmark - 2 baser                                               | Billund                      | -              |                      |                |
| Frankrike - 1 Bas                                               | Marseille Provence flygplats | 23             |                      |                |
| Irland - 4 Baser                                                | Cork                         | 5              |                      |                |
| Irland - 4 Baser                                                | Dublin                       | 79             | Huvudkontor          |                |
| Irland - 4 Baser                                                | Kerry                        | 4              |                      |                |
| Irland - 4 Baser                                                | Shannon                      | 27             |                      |                |
| Italien - 10 Baser                                              | Alghero-Fertilia             | 24             |                      |                |
| Italien - 10 Baser                                              | Bari                         | 17             |                      |                |
| Italien - 10 Baser                                              | Bologna                      | 25             |                      |                |
| Italien - 10 Baser                                              | Brindisi                     | 10             |                      |                |
| Italien - 10 Baser                                              | Cagliari                     | 22             |                      |                |
| Italien - 10 Baser                                              | Bergamo                      | 49             |                      |                |
| Italien - 10 Baser                                              | Pescara                      | 6              |                      |                |
| Italien - 10 Baser                                              | Pisa                         | 38             |                      |                |
| Italien - 10 Baser                                              | Rom-Ciampino                 | 31             |                      |                |
| Italien - 10 Baser                                              | Trapani-Birgi                | 34             |                      |                |
| Litauen - 1 Bas                                                 | Kaunas                       | 18             |                      |                |
| Malta - 1 Bas                                                   | Malta                        | 19             |                      |                |
| Norge - 1 Bas                                                   | Oslo-Rygge                   | 22             |                      |                |
| Portugal - 2 Baser                                              | Faro                         | 25             |                      |                |
| Portugal - 2 Baser                                              | Porto                        | 21             |                      |                |
| Spanien - 8 Baser                                               | Alicante                     | 57             |                      |                |
| Spanien - 8 Baser                                               | Barcelona                    | 20             |                      |                |
| Spanien - 8 Baser                                               | Girona-Costa Brava           | 64             |                      |                |
| Spanien - 8 Baser                                               | Madrid                       | 34             |                      |                |
| Spanien - 8 Baser                                               | Málaga                       | 39             |                      |                |
| Spanien - 8 Baser                                               | Reus                         | 22             |                      |                |
| Spanien - 8 Baser                                               | Sevilla                      | 28             | (Från november 2010) |                |
| Spanien - 8 Baser                                               | Valencia                     | 31             | (Från november 2010) |                |
| Storbritannien - 11 Baser                                       | Belfast-City                 | 5              |                      |                |
| Storbritannien - 11 Baser                                       | Birmingham                   | 26             |                      |                |
| Storbritannien - 11 Baser                                       | Bournemouth                  | 16             |                      |                |
| Storbritannien - 11 Baser                                       | Bristol                      | 34             |                      |                |
| Storbritannien - 11 Baser                                       | East Midlands                | 34             |                      |                |
| Storbritannien - 11 Baser                                       | Edinburgh                    | 38             |                      |                |
| Storbritannien - 11 Baser                                       | Glasgow-Prestwick            | 31             |                      |                |
| Storbritannien - 11 Baser                                       | Leeds/Bradford               | 17             |                      |                |
| Storbritannien - 11 Baser                                       | Liverpool                    | 44             |                      |                |
| Storbritannien - 11 Baser                                       | London-Luton                 | 18             |                      |                |
| Storbritannien - 11 Baser                                       | London-Stansted              | 106            | Största basen        |                |
| Tyskland - 3 Baser                                              | Berlin                       | 58             |                      |                |
| Tyskland - 3 Baser                                              | Düsseldorf-Weeze             | 38             |                      |                |
| Tyskland - 3 Baser                                              | Frankfurt-Hahn               | 40             |                      |                |
| Sverige - 2 Baser                                               | Stockholm-Arlanda            | 40             |                      |                |
| Sverige - 2 Baser                                               | Göteborg Landvetter          | 22             |                      |                |
| Källa: Ryanair Q3 Results 2010 Presentation & Ryanair Route Map |                              |                |                      |                |

Av alla Ryanairs flyglinjer är flygningarna mellan London och Dublin de mest bokade och mest vinstgivande. 

### Sverige
Ryanair trafikerar flera svenska flygplatser. På Stockholm-Arlanda och Göteborg-Landvetter har Ryanair baser där flera flygplan är baserade. Övriga svenska flygplatser som Ryanair trafikerar är: Stockholm-Västerås flygplats, Örebro, Luleå, Skellefteå, Visby, Malmö och Växjö-Kronoberg flygplats.
Under 2014 trafikerade de även Malmö Airport och Göteborg City Airport. I oktober 2014 meddelade Ryanair att de lade ner trafiken till Sturup, men den återupptogs senare. Även trafiken till Göteborg City Airport upphörde efter att det meddelats att flygplatsen skulle läggas ner.
Företaget meddelade den 4 december 2019 att man bland annat på grund av försenade leveranser av det nya flygplanet Boeing Max 737 lägger ned sin flygtrafik till och från Stockholm-Skavsta flygplats. Flygtrafiken lades ned under hösten 2020.
I maj 2021 meddelande Swedavia att Ryanair inför vintern 2021 kommer öppna ett 20-tal linjer från Arlanda flygplats, varav två är inrikes till Göteborg och Malmö.

## Ryanairs affärsmodell
- Flygplatser: Ryanair flyger till vad man i flygvärlden kallar avlägsna flygplatser som ofta ligger runt 10 mil från storstaden som de marknadsför linjen med. Detta gör att landningsavgifter och så vidare är mycket lägre än om de skulle trafikera huvudflygplatserna. Ofta subventionerar städerna som hyser flygplatserna för avgifter vilket gör det ännu billigare. Flygplatsavgifterna är alltid en stor kostnad för flygbolag. Man kan tänka sig att jämföra antal anställda på flygplatsen med flygplanens besättning. Det förstnämnda är en stor andel (de som jobbar i butiker, restauranger med mera räknas inte in, deras lön betalas av deras egen försäljning)
- Snabba stopp: Ryanair står på marken i 25 minuter (50 min vid besättningsbyte, som sker en gång under dagen) mellan landning och start vilket är 10-20 minuter färre än andra bolag. Detta görs möjligt tack vare små flygplatser  och att man bara grovstädar planen vid varje stopp. Det finns inte någon stolsficka eftersom det går åt mycket tid till att tömma dessa. Man ser till att ha två trappor vilket snabbar upp av och påstigning (det är normalt inga gångbryggor på Ryanairs flygplatser. Den finns normalt bara en gångbrygga per plan där sådana finns). En del flygbolag (särskilt på mindre linjer) får låta planen stå flera timmar för att det inte finns nog många affärsresenärer mitt på dagen. Ryanairs turistresenärer är inte så känsliga för tiden på dagen.
- Enhetlig flotta: Detta betyder mer än vad man kan tro. Att bara operera med samma typ av flygplan gör det extremt billigt i jämförelse med till exempel SAS där tekniker, ingenjörer och piloter måste typutbilda sig på varje typ, dessutom kan man få delar och så vidare mycket billigare. Inte minst har Ryanair gjort jättebeställningar på likadana plan, vilket pressar inköpspriset.
- Minimering av kostnader: I de nyaste planen i flottan saknas allt som kostar för ett vanligt flygbolag att underhålla. Det går inte att luta tillbaka stolsryggen eftersom det är en dyr utgift att köpa och laga stolarna.
- Inga resebyråer. Ryanair betalar inte provision (vanligen runt 10-20 %) till resebyråer och resesajter för att sälja biljetter. Ryanair säljer biljetter själva via sin websida. Om resebyråer vill få betalt för att sälja Ryanair får de ta extra av kunden, vilket Ryanair avråder kunder från.[12] Å andra sidan kommer de ofta inte med i söksajter för flyg.
- Inga biljetter med flygplansbyten. Passagerare som vill byta plan måste köpa två olika separata biljetter, vilket Ryanair avråder från. Andra flygbolag garanterar att man kommer fram, vid förseningar på första delen ombokas man till ett nytt plan, vilket kan vara dyrt för bolagen ifall de måste använda ett annat bolag. Med Ryanair får passageraren i så fall köpa ny biljett själv, vilket lätt kostar flera tusen kr för någon timmes flygning.
- Ryanair satsar mer på att få fullsatt än vad flygbolag brukar. En tom stol är mycket olönsam. Flygbolag som satsar på affärsresenärer brukar nöja sig med runt 80 % beläggning och anpassar priserna därefter och säljer inte de sista stolarna extra billigt, eftersom affärsresenärer gärna vill kunna boka eller omboka sent.
- Om planet måste ställas in, får passagerarna pengarna tillbaka (i efterhand) eller kan boka ett nytt plan (om det finns något icke fullsatt). Inga hotell eller annan kompensation, vilket flera länders myndigheter, bland annat ARN försöker tvinga dem att ändra. Andra flygbolag försöker boka om passagerarna till andra flygbolag vilket är dyrt. Ryanair har försökt undvika att fällas i domstol genom att gå med på kraven från passagerare som går till domstol (före rättegången), men inte för dem som inte vågar eller orkar det.
- Ombordförsäljning: Ingen mat eller dryck ingår i biljettpriset. Däremot går det bra att köpa mackor, muffins, godis, kaffe, te, läsk och alkohol ombord. Ombord säljs det även lotter, mp3-spelare, klockor, parfym med mera. De senaste åren har även många andra flygbolag börjat ta betalt för mat på kortare linjer.
- Kringförsäljning: Ryanair länkar till diverse företag från sin hemsida och får betalt vid genomförda köp. Till exempel så får de betalt för bokningar av hotell, vandrarhem, flygbussbiljetter och hyrbilar från Hertz. Så gör även andra flygbolag, men Ryanair har mycket tydligare marknadsföring av dessa tjänster och tar betalt för det.
- Ta betalt för extra tjänster utöver flygresan: Man måste checka in online och betala en viss summa för det, vill man checka in bagage kostar det extra, vill man betala med kreditkort kostar det extra, vill man gå ombord först får man betala för det, vill man boka via telefon kostar det extra, vill man boka om kostar det extra osv.
- Ryanair har flera baser vilket gör att inte alla 455 (aug 2019) flygplanen och all personals hemorter finns på samma plats. Exempelvis har Skavsta fyra flygplan på sommarhalvåret (2019) med tillhörande personal och de används till de linjer som trafikeras från Skavsta flygplats.
- Ryanair har ingen egen markservice utan det ligger på entreprenad (undantag Dublin och Stanstead).
- Ryanair kör bara lönsamma linjer. De har något år på sig att bli lönsamma, får man inte upp volymen läggs linjen ner. Ryanair kör inga interkontinentala långlinjer. Sådana har dålig lönsamhet och dålig inkomst per km med nuvarande flygplansflotta. Dock fanns framtidsplaner på interkontinentala linjer, under namnet RyanAtlantic. Stora nationella flygbolag kör många långlinjer av politiska skäl, för att man anser att det ska finnas förbindelser.
- Som relativt nytt flygbolag har Ryanair inte de stora tjänstepensionskostnader som flygbolag som funnits länge har.
- Lägre löner än traditionella flygbolag för kabinpersonal. Många ur personalen får vara anställda på bemanningsföretag eller vara egna företagare, för att gå runt de strikta anställningslagar det är i många europeiska länder. Detta har också kopierats av en del traditionella flygbolag med kritik från fack och media.[13]

## Flotta

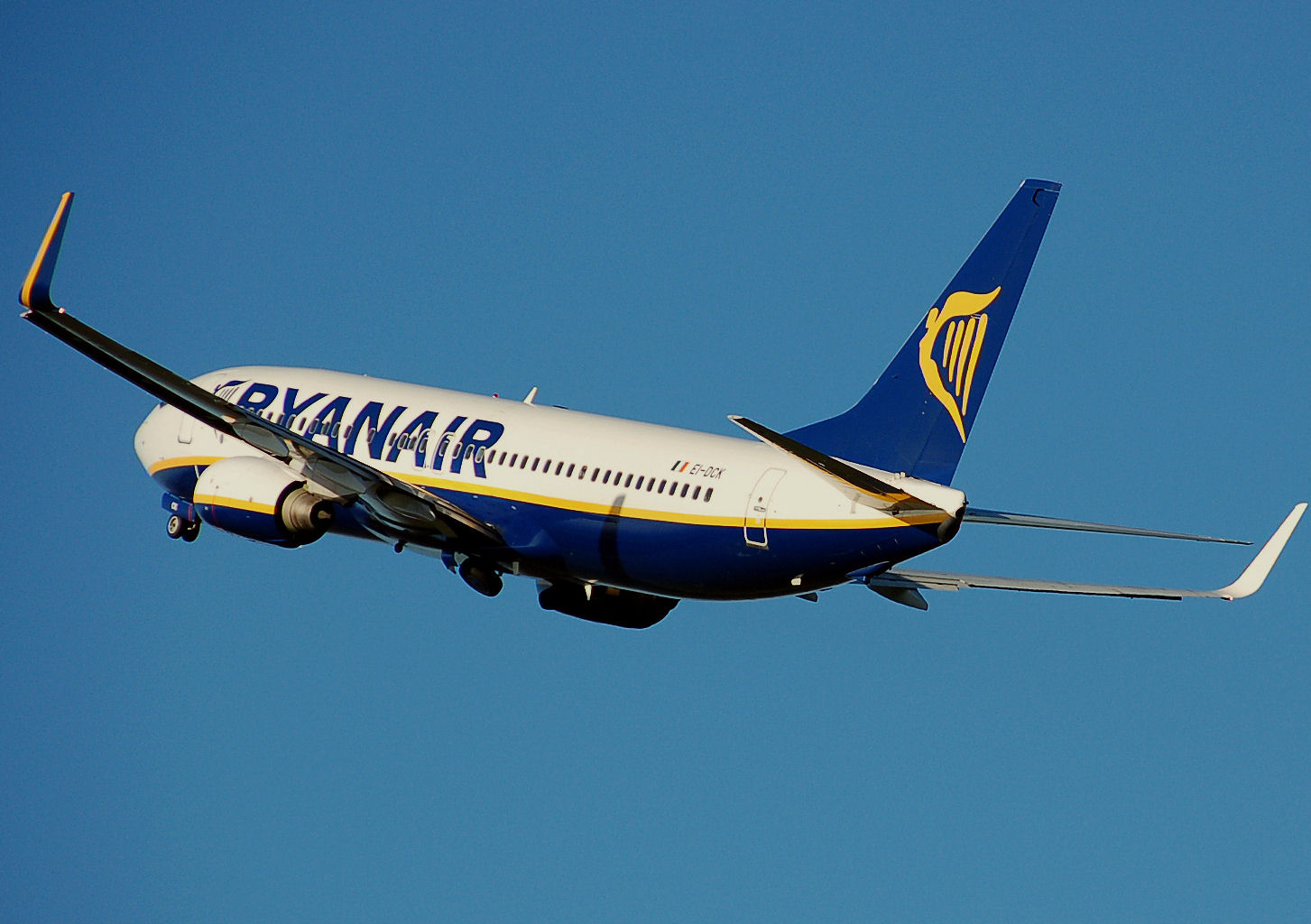
En Boeing 737-800 med winglets

### Nuvarande flotta
I september 2019 består Ryanairs flotta av följande flygplan:
| Flygplanstyp       | Antal i trafik | Antal i beställning | Antal passagerare | Kommentarer                            |
| ------------------ | -------------- | ------------------- | ----------------- | -------------------------------------- |
| Boeing 737-700     | 1              | —                   | 149               | Utbildning och reserv                  |
| Boeing 737-800     | 418            | —                   | 189               | Världens största Boeing 737-800-flotta |
| Boeing 737 MAX 200 | 45             | 90                  | 197               |                                        |
| Total              | 464            | 90                  |                   |                                        |

### Tidigare flotta

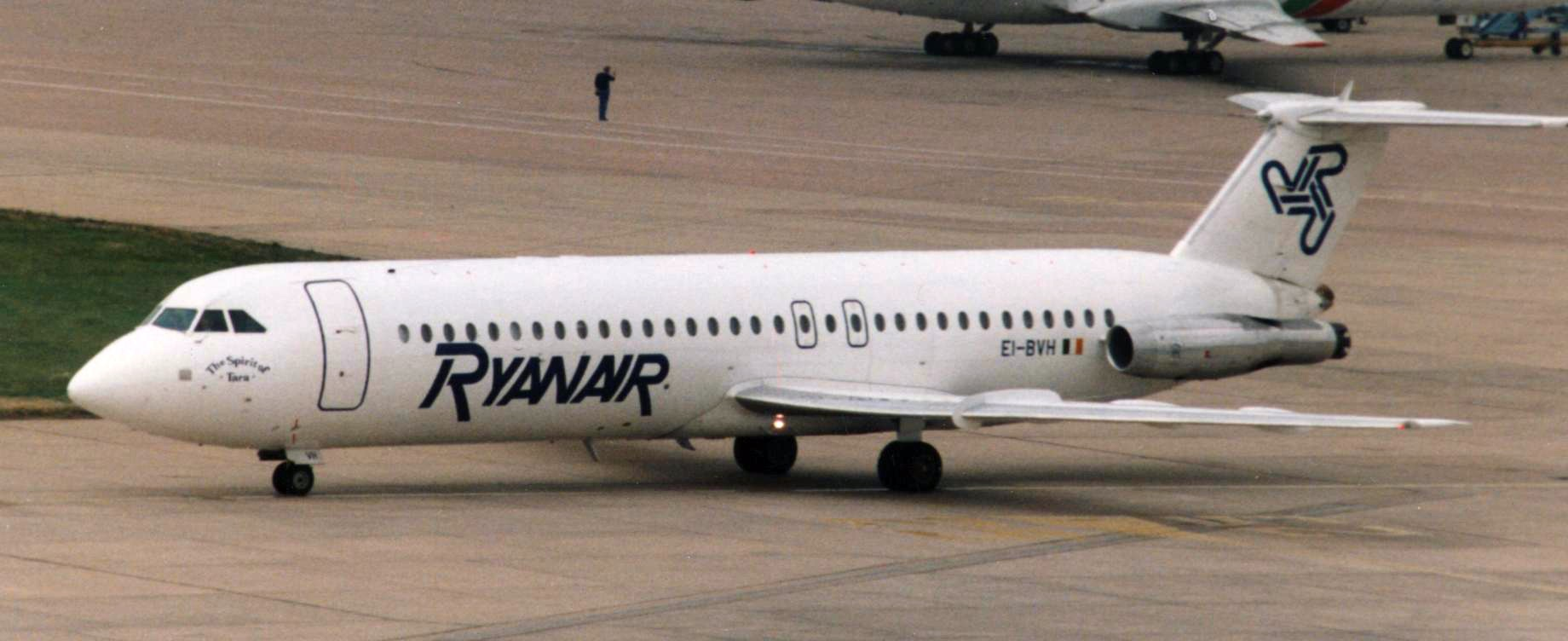
En BAC One-Eleven som Ryanair använde åren 1987-1994

Ryanair har tidigare använt följande flygplanstyper:

## Baser
- Agadir
- Alicante
- Aten
- Barcelona
- Bari
- Berlin
- Billund
- Birmingham
- Bologna
- Bordeaux
- Bournemouth
- Bratislava
- Brindisi
- Bristol
- Bryssel-Charleroi
- Bryssel-Zaventem
- Bukarest
- Budapest
- Cagliari
- Catania-Fontanarossa
- Chania
- Dublin
- East Midlands
- Edinburgh
- Eindhoven
- Faro
- Fès
- Frankfurt-Hahn
- Gdańsk
- Glasgow/Prestwick
- Gran Canaria
- Göteborg Landvetter
- Karlsruhe/Baden-Baden
- Kaunas
- Kraków
- Korfu
- Köln-Bonn
- Köpenhamn
- Lamezia
- Lanzarote
- Leeds Bradford
- Lissabon)
- Liverpool
- London-Luton
- London-Stansted
- Madrid
- Málaga
- Malta
- Manchester
- Marseille
- Merrakech
- Palermo
- Palma de Mallorca
- Pafos
- Pescara
- Pisa
- Porto
- Prag
- Rom-Ciampino
- Rom-Fiumicino
- Sevilla
- Shannon
- Stockholm-Arlanda
- Thessaloniki
- Valencia
- Weeze
- Wien
- Wrocław
- Zadar

## Destinationer*
| Bas             | Destination |
| --------------- | --- |
| London-Stansted | Alghero, Alicante, Almeria, Ancona, Aten, Baden-Baden, Barcelona El Prat, Bari, Basel, Bergerac, Berlin-Schönefeld, Biarritz, Billund, Bologna, Bordeaux, Bratislava, Bremen, Brindisi, Brive, Brno, Bukarest-Otopeni, Budapest, Bydgoszcz, Carcassonne, Chania, Cologne, Comiso, Cork, Derry, Dinard, Dortmund, Dublin, Düsseldorf-Weeze, Edinburgh, Eindhoven, Faro, Fez, Frankfurt-Hahn, Fuerteventura, Gdansk, Genoa, Barcelona-Girona, Glasgow International, Gran Canaria, Grenoble, Göteborg, Haugesund, Ibiza, Jerez, Katowice, Kaunas, Kefalonia, Kerry, Knock, Korfu, Kos, Krakow, Lamezia, Lanzarote, La Rochelle, Leipzig, Limoges, Linz, Lissabon, Lodz, Lourdes, Lublin, Madrid, Malaga, Malmö (slutar november 2014), Malta, Marrakesh, Marseille Provence, Memmingen, Milano-Bergamo, Murcia, Nuremberg, Osijek, Oslo-Rygge, Sandefjord-Torp, Ostrava, Palermo, Palma de Mallorca, Paphos, Parma, Perpignan, Perugia, Pescara, Pisa, Plovdiv, Podgorica, Poitiers, Porto, Poznan, Prag, Pula, Rabat, Barcelona-Reus, Rhodos, Riga, Rijeka, Rodez, Rom-Ciampino, Rzeszov, Salzburg, Santander, Santiago, Sevilla, Shannon, Skellefteå, Stockholm-Skavsta, Stockholm-Västerås, Strasburg, Szczecin, Tallinn, Tammerfors, Tenerife-STH, Thessaloniki, Toulon, Tours, Trieste, Turin, Valencia, Warszawa-Modlin, Venedig-Treviso, Vilnius, Wroclaw, Zadar, Zaragoza, Århus |
| London-Luton    | Alghero, Beziers, Bratislava, Köpenhamn (Startar våren 2015), Dublin, Fuerteventura, Barcelona-Girona, Gran Canaria, Kaunas, Kerry, Knock, Lanzarote, Malta, Marrakesh, Murcia, Nimes, Barcelona-Reus, Rzeszov, Teneriffa-STH |

2 baser från London*

Från Sverige:
| Från                          | Till |
| ----------------------------- | --- |

Ryanairs destinationer

| Stockholm-Arlanda             | Aalborg, Alicante, Banja Luka, Barcelona, Bergamo, Bologna, Charleroi, Gdańsk, Göteborg, Karlsruhe/Baden-Baden, Kaunas, Kraków, Liverpool, London–Stansted, Málaga, Malmö, Niš, Riga, Skellefteå, Tallinn, Thessaloniki, Wien, Warszawa–Modlin (Säsong): Béziers, Brindisi, Chania, Corfu, Luleå, Palma de Mallorca, Poznań, Rom–Fiumicino, Venedig, Visby, Wrocław, Zadar |
| Stockholm-Västerås            | London–Stansted (Säsong): Alicante, Málaga |
| Göteborg-Landvetter flygplats | Alicante, Banja Luka, Barcelona, Bergamo, Billund, Budapest, Dublin, Edinburgh, Gdańsk, Kaunas, Kraków, London–Stansted, Málaga, Manchester, Prag, Riga, Stockholm–Arlanda, Warsaw–Modlin, Zagreb (Säsong): Palma de Mallorca, Pisa, Wien, Zadar |
| Malmö Airport                 | Stockholm–Arlanda, Zagreb |
| Skellefteå                    | Stockholm–Arlanda |
| Växjö                         | Gdańsk, London–Stansted, Riga, (Säsong): Alicante, Zadar |
| Visby                         | Stockholm-Arlanda |
| Luleå                         | Stockholm-Arlanda |
| Örebro                        | London-Stansted |

## Incidenter
Ryanair har fram till 2009 haft två incidenter.
- En brusten ledning orsakade rök i en motor men inte brand.[22]

- Ett antal fågelkollisioner under landning vid Roma-Ciampino slog ut motorerna varpå flygplanet landade hårt och det vänstra landningsstället kollapsade vilket medförde att flygplanet kanade på buken längs med och till slutet av rullbanan.[23]

## Kritik mot Ryanair
Ryanair har kritiserats för en del av sina radikala metoder. Ryanair röstades år 2006 fram som sämsta flygbolag i en undersökning av webbplatsen TripAdvisor. En anledning som det då hänvisades till, i jämförelse med andra flygbolag, var ovänlig personal. Kritiker har ofta angripit flygbolagets dolda skatter, avgifter och begränsade kundtjänst och deras vilseledande reklam. I november 2006 framkom att Ryanair hade fler klagomål än något annat flygbolag inom EU. Sextio procent av alla klagomål till Irlands luftfartskommission handlade om Ryanair. Totalt inkom fyra klagomål per en miljon passagerare. Trots sin impopularitet har antalet passagerare som flyger med Ryanair bara fortsatt att öka, från år till år och under 2008 hade man hela 58 miljoner passagerare, vilket innebär att Ryanair är det tredje största flygbolaget i Europa.
Ryanair har kritiserats för sin policy gentemot fackföreningar, sitt sätt att dölja skatter och avgifter vid bokning, begränsad kundservice, ovilja att följa regler som flyget och konsumentorganisationer såsom ARN har för inställda flyg m m, och sin vilseledande reklam om priser och dolda tillägg.
I augusti 2012 rapporterade Dagens Nyheter om hur vissa flygbolag, inklusive Ryanair, kringgår nationella skatteregler genom att anställa sin personal via olika utländska bemanningsföretag.
I maj 2013 beslutade LO-distrikten i Värmland och Mellansverige att bojkotta Ryanair. De fackliga organisationerna anser att företag som är verksamma i Sverige ska ha samma villkor som svenska företag och tycker att Ryanair agerar oseriöst mot sina anställda.